# Шинго
Шинго — перевал в Индии, на границе между Ладакхом и Химачал-Прадеш. Двадцатью метрами ниже перевала есть мелкое ледниковое озеро. Через перевал ведёт крутая тропа, соединяющая Занскар и Лахаул, её часто используют местные жители и путешественники. В целом, путешественники довольно легко проходят этот 5000-метровый перевал в Индийских Гималаях, нет ни ледниковых скатов, ни крутых подъёмов. Большую часть года перевал засыпан снегом, но летом проход свободен от снега, хоть и непродолжительное время.
Перевал может считаться крайней точкой Лугнакской долины Занскара. Со стороны Занскара ближайшая деревня — Каргьяк, а с лахаульской стороны — Чакки. От перевала до каждой деревни по 8-10 часов пути.
Индийское правительство планирует построить дорогу через перевал. До сих пор, нет дороги ведущей из Занскара на юг. Хотя в шести часах пути от перевала есть грунтовая дорога до Занскар-Сумдо со стороны Дарчи. Транспорт может дойти до Паламао, что в 16 км и 90 метрах от Занскар-Сумдо по направлению к Дарча.